# مون لندرو
مون لندرو (انگلیسی: Moon Landrieu؛ زادهٔ ۲۳ ژوئیهٔ ۱۹۳۰) یک سیاست‌مدار، و وکیل اهل ایالات متحده آمریکا است. او سابقاً وزیر مسکن و توسعه شهری آمریکا در کابینه جیمی کارتر و شهردار نیو اورلئان بوده است. او و همسرش نه فرزند دارند از جمله مری لندرو سناتور کنونی از لوییزیانا و میچ لندرو شهردار کنونی نیو اورلئان.